# مات شوارتز
مات شوارتز (بالإنجليزية: Matt Schwartz)‏ هو منتج أسطوانات وكاتب أغاني ودي جيه بريطاني، ولد في 26 أكتوبر 1971 في حيفا في إسرائيل.

## وصلات خارجية
- مات شوارتز على موقع ميوزك برينز (الإنجليزية)
- مات شوارتز على موقع ديسكوغز (الإنجليزية)